# Куросава, Киёси
Куросава Киёси (яп. 黒沢 清, 19 июля 1955) — японский кинорежиссёр и сценарист, писатель, педагог. Однофамилец знаменитого японского режиссёра Акиры Куросавы. Дебютировал в 1983 году с эротической комедией «Война Кандагавы». Впоследствии работал в жанре ужасов и детектива. Автор картин «Исцеление», «Пульс», «Сдача экзамена с человечности», «Харизма», «Лабиринт» и др.

## Биография
Родился в городе Кобе в префектуре Хиого 19 июля 1955 года. Во время обучения в Rikkyo University, где он изучал социологию, начал снимать на восьмиллимтеровую плёнку независимые фильмы. В 1983 году дебютировал с полнометражной картиной «Войны Кандагавы». В 80-е начал снимать малобюджетные фильмы в жанре пинку-эйга и фильмы о якудза в формате V-Cinema, которые сразу выпускались на видео. Репутация Киёси Куросавы как культового андеграундного режиссёра начинает складываться после создания картин для серии «Suit Yourself or Shoot Yourself».
Международный успех пришел к Киёси Куросаве в 1997 году, когда на Роттердамском кинофестивале был представлен его фильм «Исцеление». В 1998 году Киёси Куросава получил стипендию кинофестиваля Sundance на создание фильма «Ордер на жизнь». Картина была представлена в рамках Берлинского кинофестиваля. Его следующий фильм «Харизма» (1999) был отобран в Двухнедельник режиссёров Каннского кинофестиваля.
В 2005 году, также на Роттердамском кинофестивале, состоялась премьера фильма «Чердак». В 2008 году в программе «Особый взгляд» Каннского кинофестиваля был представлен фильм «Токийская соната», наследующий традициям драм Ясудзиро Одзу о разрушении семьи. За этот фильм Киёси Куросава был удостоен Приза жюри.
В 2015 году его фильм «Путешествие на берег» был отобран для программы «Особый взгляд» Каннского кинофестиваля и получил приз за лучшую режиссуру.
В 2020 году его фильм «Жена шпиона» был удостоен «Серебряного льва» за лучшую режиссуру на 77-м Венецианском кинофестивале.
В свободное от съёмок время Киёси Куросава преподаёт в Film School of Tokyo.

## Общественная позиция
В декабре 2023 года вместе с 50 другими кинематографистами Хамагути подписал открытое письмо, опубликованное в издании Libération, с требованием прекращения огня и гибели мирных жителей во время израильского вторжения в сектор Газа в 2023 году.

## Фильмография

### Полнометражные фильмы
- Война Кандагавы (1983)
- Малышка До-ре-ми ещё вам покажет! (1985)
- Милый дом (1989)
- Адская стража[англ.] (1992)
- Исцеление (1997)
- Ордер на жизнь (1999)
- Бесплодные иллюзии (1999)
- Харизма (2000)
- Пульс (2001)
- Яркое будущее (2003)
- Двойник (2003)
- Чердак (2005)
- Искупление (мини-сериал) (2006)
- Токийская соната (2008)
- Реальность: Идеальный день для плезиозавра (2013)
- Седьмой код (2013)
- 1905 (отменен)
- Путешествие на берег (2015)
- Жуткий (2016)
- Дагеротип (2016)
- Пока мы здесь (2017)
- Конец путешествия, начало мира (2019)
- Жена шпиона (2020)
- Облако (2024)

### Короткометражные фильмы
- Bôryoku kyôshi: Hakushû dai satsuriku (1975)
- Shigarami gakuen (1980)
- Призрачный полицейский (2004)
- Театр ужасов Кадзуо Умэдзу: Дом жуков (2005)
- Beautiful New Bay Area Project (2013)

### V-Cinema
- Такси якудзы (1994)
- Men of Rage (1994)
- Suit Yourself or Shoot Yourself: The Heist (1995)
- Suit Yourself or Shoot Yourself: The Escape (1995)
- Дверь 3 (1996)
- Suit Yourself or Shoot Yourself: The Loot (1996)
- Suit Yourself or Shoot Yourself: The Reversal (1996)
- Suit Yourself or Shoot Yourself: The Nouveau Riche (1996)
- Suit Yourself or Shoot Yourself: The Hero (1996)
- The Revenge: A Visit from Fate (1996)
- The Revenge: A Scar That Never Fades (1996)
- Глаза паука (1997)
- Тропа змеи (1998)

### DVD
- Soul Dancing (2004)

### Фильмы для ТВ
- Wordholic Prisoner (1990)
- Водоворот радости (1992)
- Спиритический сеанс (2000)
- Matasaburo, the Wind Imp (2003)
- Покаяние (2012)